# Shooting Stars Sports Club
El Shooting Stars Sports Club es un club de fútbol de Nigeria de la ciudad de Ibadán. Fue fundado en 1950 y juega en la Premier League de Nigeria.

## Palmarés
- Liga Premier de Nigeria: 5

1976, 1980, 1983, 1995, 1998
- Copa de Nigeria: 8

1959, 1961, 1966, 1969, 1971 (como WNDC)
1977, 1979, 1995
- Liga de Campeones de la CAF: 0

Subcampeón: 1984, 1996
- Copa CAF: 1

1992
- Recopa Africana: 1

1976
- Campeonato de Clubes de la WAFU: 1

1998

## Participación en competiciones de la CAF
| Temporada | Torneo                            | Ronda            | Club                | Casa | Visita | Global      |
| --------- | --------------------------------- | ---------------- | ------------------- | ---- | ------ | ----------- |
| 1972      | Copa Africana de Clubes Campeones | 2                | Hearts of Oak SC    | 1-0  | 0-3    | 1-3         |
| 1976      | Recopa Africana                   | 1                | Kenya Breweries     | 3-0  | 2-0    | 5-0         |
| 1976      | Recopa Africana                   | Cuartos de final | Rhokana United      | 3-2  | 1-1    | 4-3         |
| 1976      | Recopa Africana                   | Semifinales      | Zamalek SC          | 2-0  | 0-2    | 2-2 (5-3 p) |
| 1976      | Recopa Africana                   | Final            | Tonnerre Yaoundé    | 4-1  | 0-1    | 4-2         |
| 1977      | Recopa Africana                   | 2                | Bata Bullets        | 4-1  | 0-1    | 4-2         |
| 1977      | Recopa Africana                   | Cuartos de final | Stade d'Abidjan     | 3-0  | 0-2    | 3-2         |
| 1977      | Recopa Africana                   | Semifinales      | Enugu Rangers       | 0-0  | 0-0    | 0-0 (2-4 p) |
| 1978      | Recopa Africana                   | 1                | Horoya AC           | 3-1  | 0-3    | 3-4         |
| 1980      | Recopa Africana                   | 2                | Pan African FC      | 1-1  | 1-0    | 2-1         |
| 1980      | Recopa Africana                   | Cuartos de final | TP Mazembe          | 2-1  | 1-2    | 3-3 (0-3 p) |
| 1981      | Copa Africana de Clubes Campeones | 1                | Township Rollers FC | 7-1  | 0-2    | 7-3         |
| 1981      | Copa Africana de Clubes Campeones | 2                | Dynamos FC          | 1-2  | 0-3    | 1-5         |
| 1984      | Copa Africana de Clubes Campeones | 1                | SEIB Diourbel       | 2-0  | 0-1    | 2-1         |
| 1984      | Copa Africana de Clubes Campeones | 2                | Tonnerre Yaoundé    | 4-0  | 0-4    | 4-4 (5-4 p) |
| 1984      | Copa Africana de Clubes Campeones | Cuartos de final | MAS Fez             | 4-1  | 1-1    | 5-2         |
| 1984      | Copa Africana de Clubes Campeones | Semifinales      | AC Semassi FC       | 5-1  | 1-2    | 6-3         |
| 1984      | Copa Africana de Clubes Campeones | Final            | Zamalek SC          | 0-1  | 0-2    | 0-3         |
| 1992      | Copa CAF                          | 2                | USC Bobo-Dioulasso  | 3-0  | 1-1    | 4-1         |
| 1992      | Copa CAF                          | Cuartos de final | Mbongo Sports       | 1-0  | 0-1    | 1-1 (3-2 p) |
| 1992      | Copa CAF                          | Semifinales      | CA Bizertin         | 3-0  | 0-2    | 3-2         |
| 1992      | Copa CAF                          | Final            | Nakivubo Villa      | 3-0  | 0-0    | 3-0         |
| 1993      | Copa CAF                          | 1                | AS Sigui            | 2-1  | 0-1    | 2-2 (a)     |
| 1995      | Copa CAF                          | 2                | Djoliba AC          | 1-0  | 0-2    | 1-2         |
| 1996      | Copa Africana de Clubes Campeones | 1                | AS Mangasport       | 4-0  | 1-2    | 5-2         |
| 1996      | Copa Africana de Clubes Campeones | 2                | Dynamos FC          | 5-1  | 1-3    | 6-4         |
| 1996      | Copa Africana de Clubes Campeones | Cuartos de final | Orlando Pirates FC  | 1-0  | 0-1    | 1-1 (4-3 p) |
| 1996      | Copa Africana de Clubes Campeones | Semifinales      | JS Kabylie          | 1-0  | 1-1    | 2-1         |
| 1996      | Copa Africana de Clubes Campeones | Final            | Zamalek SC          | 2-1  | 1-2    | 3-3 (4-5 p) |
| 1999      | Liga de Campeones de la CAF       | 1                | AS Kaloum Star      | 6-0  | 0-3    | 6-3         |
| 1999      | Liga de Campeones de la CAF       | 2                | DC Motema Pembe     | 2-0  | 0-0    | 2-0         |
| 1999      | Liga de Campeones de la CAF       | Fase de grupos   | Al-Ahly             | 2-3  | 1-4    | 4.º lugar   |
| 1999      | Liga de Campeones de la CAF       | Fase de grupos   | Hearts of Oak SC    | 2-2  | 0-3    | 4.º lugar   |
| 1999      | Liga de Campeones de la CAF       | Fase de grupos   | Raja Casablanca     | 1-0  | 0-1    | 4.º lugar   |

## Entrenadores
- Joseph Ladipo (1977-1982)
- Joseph Ladipo (1990-1992)
- Wilfred Agbonavbare (2005-2006)
- Siegfried Bahner (2006)
- Franklin Howard (2008-2009)
- Fatai Amoo (2010-2012)
- Franklin Howard (2013-2015)
- Gbenga Ogungbote (2015-)